# جون دوفي (ملحن)
جون دوفي (بالإنجليزية: John Duffy)‏ هو ملحن أمريكي، ولد في 23 يونيو 1926 في نيويورك في الولايات المتحدة، وتوفي في 22 ديسمبر 2015 في نورفولك في الولايات المتحدة.

## وصلات خارجية
- جون دوفي على موقع IMDb (الإنجليزية)
- جون دوفي على موقع قاعدة بيانات برودواي على الإنترنت (الإنجليزية)